# 프랑수아 미테랑
프랑수아 모리스 아드리앵 마리 미테랑(프랑스어: François Maurice Adrien Marie Mitterrand, 문화어: 프랑쑤아 미떼랑, 1916년 10월 26일 ~ 1996년 1월 8일)는 프랑스 공화국의 제21대 대통령이다. 
전후 오랜 기간 동안 프랑스 사회당(제2대 당의장, 재임 1971년 ~ 1981년)과 범진보주의진영을 이끈 지도자이자, 자당 소속의 첫 번째 프랑스 대통령이다. 외교적으로는 헬무트 슈미트와 헬무트 콜 독일 총리들과의 긴밀한 협력관계를 통해 양국간 화해와 번영, 그리고 유럽통합의 초석을 닦았다.

## 경력
파리 정치 대학 법학부를 졸업하였으며 변호사를 개업하였다. 제2차 세계대전 당시 프랑스를 점령한 독일에 대항한 레지스탕스 조직에 참여하였다.

### 정치 입문
1946년부터 1958년까지 프랑스 국민의회 의원으로 활약하면서, 1947-1957년 재향군인부 장관, 국무부 장관, 해외 영토부 장관, 내무부 장관 등을 지냈다. 1959년부터 1962년까지 프랑스 상원 의원을 지냈으며, 국민의회 의원에 선출되었다. 1959년부터 1981년까지는 샤토시농 시장을 역임했다.
1965년부터 1968년까지 좌파연합 총재(대통령 후보)를 지냈다. 1971년 사회당 제1서기가 되었고, 1974년 좌파 통일 후보로 대통령 선거에 출마하였으나, 중도우파인 독립공화당의 발레리 지스카르 데스탱에게 패배하였다. 1981년에는 사회당 서기장(당수)으로 대통령 선거에 출마하여 데스탱 후보를 꺾고 당선되었다.

### 대통령 재임 1기 (1981 - 1988)
1958년 이래 제5공화국 최초의 사회주의자 대통령이 되었다. 피에르 모루아를 총리로 지명했고, 하원 해산 후 실시한 총선에서 다수의 사회당 의원이 당선되었다.

#### 모루아 내각 (1981~1984)
초기의 모루아 내각은 주요 사회 개혁을 실시하였다. 1981년 형사특별법원의 일종인 국가안전법원(fr:Cour de sûreté de l'État (France))을 폐지하였다. 또한 시위 중 행사한 폭력에 대해 집단 책임을 묻는 반시위대법("anti-casseurs Act") 및 사형 제도를 폐지했다. 1982년에는 동성관계의 법적 허용 연령을 18세에서 15세로 낮추어 이성관계의 법적 허용 연령과 동일하게 맞추었다.
또한 초기의 모루아 내각은 주요 산업의 국유화, 최저임금 인상, 노동시간 단축, 연 5주 휴가 채택 등 경제 정책을 수행하였다. 하지만 이로 인해 경제사정이 악화되었다. 프랑화 평가절하를 단행하였으나, 주요 경제지표 악화가 지속되었다. 이에 1983년 모루아 내각은 인플레이션을 막고자 재정 긴축으로 정책 기조를 전환했다.

#### 파비위스 내각(1984~1986)
공산당이 연정을 탈퇴한 후, 로랑 파비위스 내각이 구성되었다. 긴축 및 능률 위주의 실용주의 정책을 추진하여, 경제지표가 개선되었다. 하지만 좌파 지지층의 이반으로 사회당에 대한 국민 지지가 약화되었다.

#### 시라크 내각(1986~1988, 제1차 동거정부)
1986년 3월 총선에서 우파연합이 승리한 뒤, 미테랑 대통령은 공화국연합(RPR)의 자크 시라크 당수를 총리로 지명, 좌·우파 동거정부(Cohabitation) 체제가 수립되었다

### 대통령 재임 2기 (1988 - 1995)

#### 로카르 내각 (1988~1991)
1988년 5월 8일 치러진 대통령 선거에서 사회당 미테랑 대통령이 공화국연합(RPR) 시락 후보를 누르고 재선되었다. 재선 다음 날, 미셸 로카르가 총리로 지명되었다. 이후 6월 5~12일 치러진 하원 총선에서 사회당이 과반수 의석 확보에 실패했으나 (과반수 289석에 13석 모자라는 276석), 사회당 단독 내각을 구성하였고, 중도좌파 정책을 추진했다.

#### 크레송 내각 (1991~1992)
로카르 총리가 사임하고, 1991년 5월 15일 에디트 크레송이 프랑스 최초의 여성 총리로 취임하였다. 1992년 3월 지방선거의 참패 여파로 크레송이 총리 직에서 1992년 4월 3일 사임하였다.

#### 베레고부아 내각 (1992~1993)
1992년 4월 3일 피에르 베레고부아 총리가 취임하였다. 1년 뒤 1993년 3월 21~28일 실시된 하원 총선에서 사회당이 참패함에 따라 3월 29일 사임하였다.

#### 발라뒤르 내각 (1993~1995, 제2차 동거정부)
1993년 3월 하원 총선에서 우파연합이 압승함에 따라 미테랑 대통령이 공화국연합(RPR) 소속 에두아르 발라뒤르를 총리로 지명함으로써, 제2차 동거정부 체제가 출범하였다. 발라뒤르 총리는 우파연정을 구성하고 경제재건과 실업구제에 역점을 둔 정책을 추진하였다.

### 외교 관계
사형제도를 1981년 없애는 등의 인권을 강조하는 입법과 자주적인 대미관계와는 달리 약소국가와의 외교관계에서는 고자세를 보였고, 1985년에 프랑스령 폴리네시아의 핵실험을 감시하는 그린피스 소속 레인보 워리어호를 격침시킨 일과 1995년 김영삼 대통령과의 정상회담 당시 약속한 테제베(TGV)를 구입하는 조건으로 병인양요 당시 약탈한 한국의 서적을 반환하는 것을 거부해서 국제사회의 비판의 대상이 되었다.
1993년 9월 14일부터 9월 16일까지 프랑스의 대통령으로서는 처음으로 프랑수아 미테랑 대통령이 한국을 공식 방문하여 김영삼 대통령과 한-불 정상 회담을 갖고, 프랑스가 소유하고 있는 외규장각 도서를 한국 측에 반환하기로 합의했다. 단, 그 구체적인 시기와 절차는 실무 협의하기로 했다. 그 결정의 상징으로 《휘경원원소도감의궤》 상 1권을 9월 15일 한국에 반환하였다. 그리고 프랑스의 고속철도 핵심기술 이전 및 차세대 고속전철 개발 협조를 논의했다. 또한 그는 한국전쟁 참전 프랑스군 전적지와, 대전 엑스포 참관, 국회 연설 등의 일정을 소화했다.

### 대통령 퇴임 이후
퇴임 후 8개월 만인 1996년 1월, 전립선암으로 타계하였다. 저서로 <영구적 쿠데타>, <가능한 사회주의> 등이 있다.

### 평가
사회학자 송호근은 기술관료적 성격을 갖는 정치인이라면 불가능했을 사회혁신을 특유의 정치력으로 밀어붙인, "카리스마적인 정치지도자" 중 한 명으로 미테랑 대통령을 언급했다. 국민소득 1만 달러 시점에 분배구조와 복지개혁에 주력하며 노사협력 제도를 창안해 정착시키고, 사회적 투명성과 합리성을 증진하는 제도는 물론 상호신뢰를 높이는 각종 제도를 도입했던 선진국 지도자들 중 하나라는 것이다.

## 역대 선거 결과
| 선거명      | 직책명                        | 대수 | 정당             | 1차 득표율 | 1차 득표수   | 2차 득표율 | 2차 득표수   | 결과 | 당락                      |
| ----------- | ----------------------------- | ---- | ---------------- | ---------- | ------------ | ---------- | ------------ | ---- | ------------------------- |
| 1962년 선거 | 하원의원 (니에브르 제3선거구) | 2대  | 급진당           | 32.72%     | 10,385표     | 67.38%     | 21,705표     | 1위  | 니에브르 주 하원의원 당선 |
| 1965년 선거 | 대통령                        | 18대 | 민주사회좌파연방 | 31.72%     | 7,694,005표  | 44.80%     | 10,619,735표 | 2위  | 낙선                      |
| 1967년 선거 | 하원의원 (니에브르 제3선거구) | 3대  | 민주사회좌파연방 | 56.27%     | 20,394표     |            |              | 1위  | 니에브르 주 하원의원 당선 |
| 1968년 선거 | 하원의원 (니에브르 제3선거구) | 4대  | 민주사회좌파연방 | 43.94%     | 15,791표     | 53.83%     | 20,207표     | 1위  | 니에브르 주 하원의원 당선 |
| 1973년 선거 | 하원의원 (니에브르 제3선거구) | 5대  | 사회당           | 47.52%     | 17,058표     | 62.41%     | 22,278표     | 1위  | 니에브르 주 하원의원 당선 |
| 1974년 선거 | 대통령                        | 20대 | 사회당           | 43.25%     | 11,044,373표 | 49.14%     | 12,971,604표 | 2위  | 낙선                      |
| 1978년 선거 | 하원의원 (니에브르 제3선거구) | 6대  | 사회당           | 44.70%     | 17,544표     | 60.21%     | 24,158표     | 1위  | 니에브르 주 하원의원 당선 |
| 1981년 선거 | 대통령                        | 21대 | 사회당           | 25.85%     | 7,505,960표  | 51.76%     | 15,708,262표 | 1위  |                           |
| 1988년 선거 | 대통령                        | 21대 | 사회당           | 34.10%     | 10,367,220표 | 54.02%     | 16,704,279표 | 1위  |                           |